# 민주한국당
민주한국당(民主韓國黨, 영어: Democratic Korea Party, DKP) 또는 약칭 민한당(民韓黨)은 제5공화국 시기에 존재하였던 대한민국의 정당이다.

## 역사

### 창당
1980년 11월 25일 정치 규제에서 풀려난 14명의 전 신민당 의원들은 11월 27일 뉴서울호텔에서 민주한국당 창당발기준비위원회를 구성했다. 1981년 1월 17일 민주한국당 창당대회를 열고 유치송 전 신민당 최고위원을 당 총재 및 제12대 대선 후보로 추대했다. 민주한국당은 소극적인 정치 참여를 약속하고 등장한 관제야당이었으며, 탄생부터 제대로 된 야당 기능을 하지 못 하였다.

### 제12대 대선과 제11대 총선
민한당은 1981년 2월 제12대 대통령선거에 유치송을 후보자로 내세워 참여하였으나, 7.7%를 얻는 데 그쳤다. 그러나 3월 실시된 제11대 국회의원 총선거에서는 전체 유효투표의 21.6%를 획득하여 지역구와 전국구를 합쳐 총 81석의 의석을 확보하였으며, 그에 따라 제5공화국의 제1야당으로 부상하였다. 하지만 민한당은 안기부의 자금을 지원받아 창당된 사실상의 관제 야당이자 위성정당으로, 정권을 견제한다는 야당 본연의 기능을 수행하지 못해 국민들에게 전폭적인 지지를 얻지 못했다.

### 제12대 총선
1984년 정치활동 금지에서 해제된 인사들을 중심으로 신한민주당(新韓民主黨)이 창당되자 소속 의원 10여 명이 탈당, 신한민주당으로 옮겨갔으며, 1985년 제12대 국회의원 총선거에서 35명의 당선자를 내는 데 그쳐 신한민주당에게 제1야당의 자리를 내주었고, 그 후 소속 의원들의 탈당이 이어져 국회의원 3명의 군소 정당으로 전락하였다.

### 몰락
1987년 6월 민주 항쟁 이후 치러진 1988년 제13대 국회의원 총선거에서 총재 유치송을 비롯한 후보자 전원이 낙선하여, 정당법(政黨法)에 따라 정당등록이 취소되었다. 이후 당은 통일민주당(統一民主黨)에 흡수되었다.

## 역대 총재
| 대수 | 역대 대표 | 직함         | 임기                              | 비고                      |
| ---- | --------- | ------------ | --------------------------------- | ------------------------- |
| 1    | 유치송    | 총재         | 1981년 1월 17일 ~ 1983년 2월 9일  |                           |
| 2    | 유치송    | 총재         | 1983년 2월 9일 ~ 1985년 3월 29일  |                           |
| 3    | 조윤형    | 총재         | 1985년 3월 29일 ~ 1985년 4월 30일 | 무조건 통합 추진으로 제명 |
| 임시 | 김준섭    | 총재권한대행 | 1985년 3월 29일 ~ 1985년 9월 12일 | 조윤형 제명으로 대행      |
| 4    | 유치송    | 총재         | 1985년 9월 12일 ~ 1988년 4월 26일 | 득표미달로 당 해산        |

## 주요 선거 결과

### 대통령 선거
| 연도   | 선거 | 후보자 | 득표  | 득표율        | 결과 | 당락 |
| ------ | ---- | ------ | ----- | ------------- | ---- | ---- |
| 1981년 | 12대 | 유치송 | 404표 | \| \| 7.7% \| | 2위  | 낙선 |
|        | 7.7% |        |       |               |      |      |

### 국회의원 선거
|  | 30.98% |

|  | 21.6% |

|  | 29.35% |

|  | 14.13% |

|  | 19.7% |

|  | 12.68% |

|  | 0% |

|  | 0.2% |

|  | 0% |

## 역대 전당대회

### 민주한국당 창당대회
1981년 1월 17일 민주한국당은 정강정책을 채택하고총재에 유치송 창당준비위원장을 추대한 뒤 대한민국 제12대 대통령 선거 후보로 유치송 총재를 추대했다

### 민주한국당 제2차 정기 전당대회
1983년 2월 9일 민주한국당 전당대회는 유치송 총재를 총재로 재추대하고 정강정책과 당면정책을 수정하였다.

### 민주한국당 제3차 정기 전당대회
1985년 3월 27일 민주한국당 전당대회는 지도체제와 관련된 모든 당헌개정안과 박일 의원의 야권통합추진수권위원회구성안을 부결시키고 '체제정비 후 통합'을 결의했다. 이에 박일 의원은 조윤형 후보를 지지하며 총재 경선에서 사퇴했다.
| 득표순위 | 이름     | 득표수   | 득표율 | 비고 |
| -------- | -------- | -------- | ------ | ---- |
| 1        | 조윤형   | 230      | 39.9%  |      |
| 2        | 유한열   | 183      | 31.7%  |      |
| 3        | 한영수   | 127      | 22%    |      |
| 총투표수 | 총투표수 | 총투표수 | 577    |      |

1차 투표 결과 과반득표자는 없었으나 유한열 후보와 한영수 후보가 사퇴하면서 조윤형 후보가 총재로 당선되었다. 전당대회는 대통령 직선제 관철 등을 담은 3개항의 결의문을 채택했으며 야권통합추진수권위 인선을 조윤형 총재에게 위임했다.

### 1985년 4월 민주한국당 임시 전당대회
1985년 4월 30일 민주한국당은 임시 전당대회를 열고 3차 전당대회에서의 '체제정비 후 통합' 결의를 무시하고 무조건 통합을 추진한 조윤형 총재를 제명시켰다.

### 1985년 9월 민주한국당 임시 전당대회
1985년 9월 12일 민주한국당 임시 전당대회는 제명된 조윤형 총재를 대신해 유치송 전 총재를 새 총재로 추대한 뒤, 대통령 직선제 개헌, 학원안정법 철회투쟁, 당 문호개방, 야권통합 등을 결의했다.